# 板津木綿子
板津 木綿子（いたつ ゆうこ）は、日本の歴史学者。専門はアメリカの文化史、社会史。東京大学大学院情報学環・学際情報学府教授。

## 人物・経歴
静岡県生まれ。ロサンゼルスで育ち、1996年津田塾大学学芸学部英文学科卒業。津田塾大学大学院文学研究科修士課程修了後、2000年からフルブライト奨学生としてアメリカ合衆国に留学し、南カリフォルニア大学大学院歴史学研究科博士課程修了、Ph.D.取得。
2008年東京大学教養学部教養教育開発機構特任講師。2009年東京大学教養学部附属教養教育高度化機構特任講師。2010年東京大学教養学部附属教養教育高度化機構特任准教授。
2012年東京大学大学院総合文化研究科准教授、アメリカ学会評議員。2015年静岡県人会顧問。2021年東京大学大学院情報学環・学際情報学府教授。同年余暇ツーリズム学会学会賞（学術部門論文賞）受賞。専門はアメリカ文化史、社会史。

## 編著
- 『食と移動の文化史 : 主体性・空間・表象をめぐる抗い』彩流社 2021年

## 翻訳
- アンドリュー・サリヴァン著『同性愛と同性婚の政治学 : ノーマルの虚像』明石書店 2015年